# Mohamed Salah Ounissi
Mohamed Salah Ounissi , (en arabe : محمد صالح اونيسي), né le 27 juillet 1951,  à Khenchela, est écrivain algérien en langue chaoui et en arabe.

## Biographie
Il est président  de  l’Association pour la Sauvegarde de la Culture et des Arts aurésiens .

### Livre
- Amawal, dictionnaire chaoui, arabe, français, ENAG éditions, Alger, 2003[2].
- La vie de Aïssa Djermouni, biographie, Alger[3], ANEP, 2000.
- Proverbes et devinettes (Inzan d timseâraq) chaoui, ENAG éditions, 2002, Alger[4].
- Contes de berberie et du monde, ENAG éditions, 2003, Alger[5].
- Aksel d Dihya, roman historique en chaoui.
- Izoran n’lmuzigeth tawrasit (les racines de la musique auresienne). ENAG Alger 2008.
- Les Aurès, histoire et culture, 2007, édition Zeryab.